# Monywa

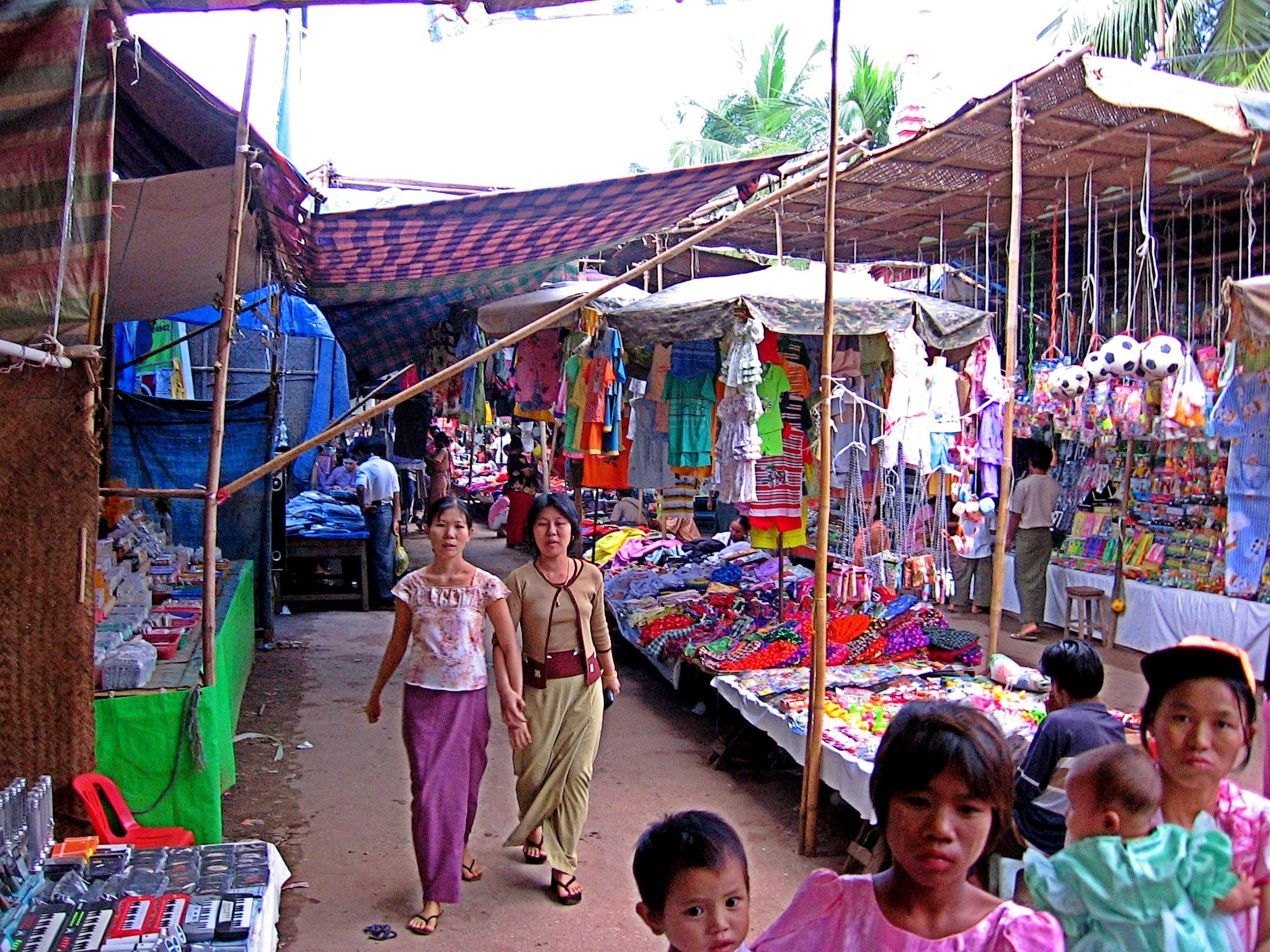
Mercado callejero.

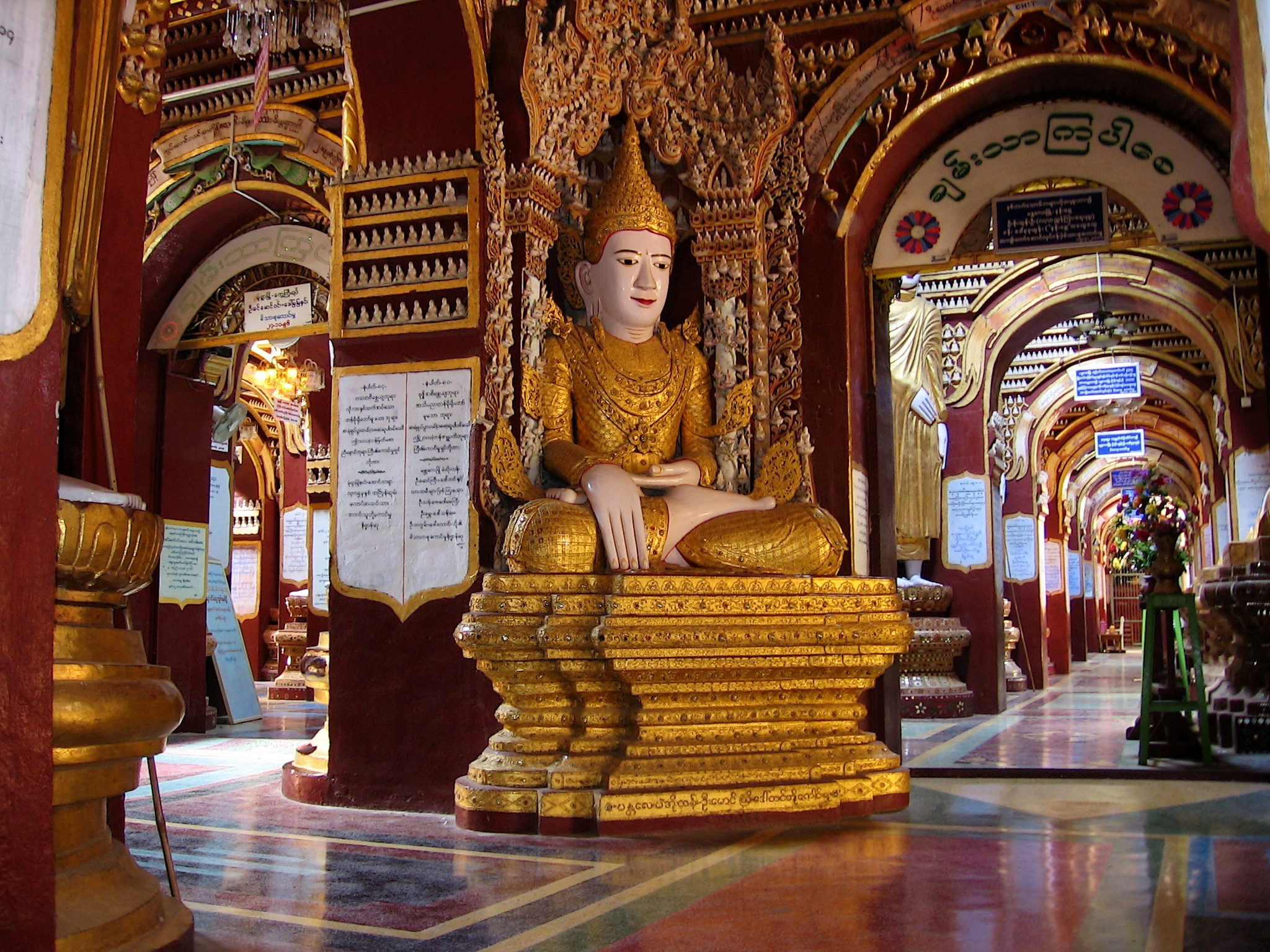
Pagoda Thanboddhay.

Monywa es una localidad de Birmania. Está situada en la división de Sagaing a unos 136 kilómetros al noroeste de Mandalay, en la orilla este del río Chindwin.
Es un importante centro comercial, especialmente para los productos agrícolas producidos en al valle de Chindwin. En esta zona destacan los cultivos de judías, naranjas y azúcar de palma. La industria local incluye molinos destinados a la producción de algodón, harina y fideos. Las mantas de algodón de Monywa son famosas en todo el país por su calidad. Hasta 1976 se mantuvo activa una explotación de cobre.
Durante la Segunda Guerra Mundial fue un centro de comunicaciones del ejército japonés, conquistado por las tropas británicas en 1945. En 1952 se firmó cerca de Monywa un acuerdo que marcaba las zonas del país correspondientes a diversas etnias, entre ellas los karen, los shan y los kachin. 
Aquí tienen su sede la Universidad de Monywa, el Monywa Education College y el Instituto de Economía de Monywa.

## Lugares de interés
- Pagoda Thanboddhay, se trata de un conjunto de templos budistas con una estupa que recuerda a la de Borobudur en Indonesia. La estupa principal está rodeada por más de 800 de menor tamaño. Fue construida en 1303 y reconstruida en 1939. Contiene cerca de 600.000 imágenes de Buda ya que todos los detalles decorativos, tanto en el interior como en el exterior, son imágenes de Siddhārtha Gautama.
- Cuevas de Hpo win: se trata de un conjunto de cuevas excavadas en la piedra arenisca que contienen numerosas imágenes de Buda.

- Wikimedia Commons alberga una categoría multimedia sobre Monywa.

- Datos: Q1360304
- Multimedia: Monywa / Q1360304